# Luciano Pezão
Luciano Martiniano da Silva, mais conhecido como Pezão é um traficante de drogas brasileiro. Era o chefe da facção criminosa Comando Vermelho no Complexo do Alemão até a tomada da comunidade pelas forças públicas de segurança em novembro de 2010.
É um dos criminosos mais procurados pela polícia em fins da década de 2000

## Biografia
Pezão assumiu o controle da favela após receber ordens diretas de Márcio dos Santos Nepomuceno e Fernandinho Beira-Mar para matar o antigo chefe, o traficante Antônio de Souza Ferreira, o Tota em 2008.
Pezão chegou a ser preso em 2005, pelo DRE (Departamento de Repressão a Entorpecentes) da Polícia Civil do Rio de Janeiro quando chefiava a venda de droga na favela da Grota, comunidade que faz parte do complexo do alemão, mas foi solto pela justiça em 2008.
Depois da tomada do Complexo do Alemão pela Polícia, Luciano Pezão que ja era foragido da Justiça, conseguiu novamente fugir.
Há indicios de que ele e outros traficantes de sua facção teriam se unidos com traficantes da Amigos dos Amigos, e que estariam refugiados na favela da Rocinha, favela que era controlada por Antônio Francisco Bonfim Lopes conhecido como Nem que e o chefe do tráfico da maior favela do Rio e foi preso no dia 10 no porta-malas de um Toyota Corolla preto, tentando fugir.